# Франческо III д’Есте
Вижте пояснителната страница за други личности с името Франческо д’Есте.
Франческо III д’Есте (на италиански: Francesco III d’Este; * 2 юли 1698, Модена, Херцогство Модена и Реджо; † 22 февруари 1780, Варезе) от рода Есте е херцог на Модена и Реджо (1737 – 1780), господар на Варезе (1765 – 1780) и фелдмаршал (1 септември 1755).
Сред единствено херцозите на Модена като столица той е този, управлявал най-дълго –  цели 43 години.

## Произход
Той е най-големият син и наследник на Риналдо III д’Есте (* 1655, † 1737), херцог на Модена и Реджо, и на съпругата му Шарлота Фелицита фон Брауншвайг-Люнебург (* 1671, † 1710). Негови дядо и баба по бащина линия са Франческо I д’Есте, херцог на Модена и Реджо, и Лукреция Барберини, а по майчина – херцог Йохан Фридрих фон Брауншвайг-Каленберг и Бенедикта Хенриета фон де Пфалц-Зимерн. Има трима братя и три сестри:
- Бенедета Мария Ернестина (* 1697; † 1777), неомъжена;
- Амалия Джузепина (* 1699; † 1778), съпруга на маркиза на Вилньоф;
- Джанфедерико (* 1700; † 1727), неженен;
- Енрикета (* 1702; † 1777), херцогиня на Парма и Пиаченца като съпруга на Антонио Фарнезе и ландграфиня като съпруга на Леополд фон Хесен-Дармщат;
- Клементе (* 20/23 април 1708);
- Сестра (*/† 1710).

## Биография

### Първи брак и ранни години
Баща му желае той да се ожени за Шарлота-Аглая Бурбон-Орлеанска, дъщеря на регента на Франция Филип II Орлеански. Регентът приема предложението. Първоначалната дата на сватбата е 25 януари 1720 г., но тази дата е отложена за следващия месец поради пропуск от страна на епископа на Модена. Въпреки това свидетелството за брак е подписано на 31 януари. На 11 февруари 1720 г. в двореца Тюйлери е сключен брак чрез пълномощник. След това има банкет в Пале Роял, на който присъства младият крал Луи XV и поднася своите подаръци на новата принцеса на Модена и Реджо. Принцесата пристига в Модена едва през юни. В Модена тя почти веднага влиза в конфликт със свекъра си, а също и със съпруга си, до степен че се опитва да анулира брака.
През 1734 г. Франческо III, за да избегне пленяване от австро-сардинските войски, намира убежище в Генуа и впоследствие във Франция и Англия. Той най-накрая се записва под имперските знамена, воюва срещу турците в Унгария, назначен е за генерал на артилерията, и се завръща в Модена на 4 декември 1737 г. след смъртта на баща си. Съпругата му, която е в Париж, се присъединява към него в Модена едва в края на юни 1739 г. След тази среща той се опитва да навигира между Бурбоните и Хабсбургите, но играта е неуспешна и австро-сардинският ултиматум го принуждава да се премести в Падуа. 

### Херцог на Модена и Реджо
През 1737 г. наследява баща си като херцог на Модена и Реджо.
През 1741 г.сключва брака на сина си Ерколе с Мария Тереза Чибо-Маласпина, херцогиня на Маса и Карара, като по този начин полага основите за повторното придобиване на желания достъп до морето от държавите на Есте.
Във Войната за австрийското наследство се записва в испанската армия, където служи до 1747 г., но Херцогство Модена и Реджо, отнето му в началото на войната, му е върнато едва през 1748 г. с Аахенския мирен договор.
За да възстанови изтощените финанси на херцогството след войните за полското и австрийското наследство, той продава най-ценните картини от галерията на Есте в Мантуа на Август III, крал на Полша и пфалцграф на Саксония, който ги прехвърля в Дрезден. Този епизод, известен в историята на изкуството като Дрезденската продажба, е едно от най-важните продажби на италианското изобразително наследство. Постигнато е споразумение за продажбата на 100 известни картини, сред най-важните произведения на галерията, закупени за значителната сума от 100 000 дзекини (равняващи се на приблизително 350 кг злато). Творбите са натоварени на пет карети и на 6 юли 1746 г. напускат Модена за саксонската столица.
В този момент херцогството вече няма приятели в Европа, като се има предвид, че отношенията с Испания, Франция и Австрия са значително влошени, и затова херцогът решава да разчита на Хабсбургите. След това се премества все по-близо до Австрия и по английско предложение през 1753 г. урежда годежа на внучката си – 3-годишната Мария Беатриче Ричарда, единственото живо дете на сина му Ерколе и Мария Тереза Чибо-Маласпина, с ерцхерцога Петер Леополд, третороден син на Мария Терезия. С таен договор, сключен едновременно с брачното споразумение, Франческо III определя ерцхерцога за наследник в случай на изчезване на мъжката линия на Есте и получава в замяна имперската гаранция за оцеляването на държавите на Есте като образувание, отделено от останалите хабсбургски владения. Освен това той получава назначението като „администратор и генерален капитан на Австрийска Ломбардия“ до пълнолетие на ерцхерцога, който след това ще поеме функциите на губернатор. През 1761 г. внезапната смърт на ерцхерцог Карл Йозеф, вторият син на Дом Хабсбург-Лотаринги, изглежда разстройва картината: Петер Леополд, заемайки мястото на своя починал брат, се издига едно стъпало нагоре по стълбата на унаследяването и става наследник на Велико херцогство Тоскана, като също така получава като зестра перспективата за изгоден брак с инфантата на Испания Мария-Лудовика Бурбон-Испанска, но с това разпоредбите на договорите от 1753 г. стават напълно анахронични. Франческо III и австрийският двор обаче не се колебаят и въпреки яростната съпротива на Ерколе, баща на годеницата, подписват ново споразумение през 1763 г.. То оставя непокътнати клаузите от десет години по-рано, като просто заменя името на Петер Леополд с това на непълнолетния му брат Фердинанд, който по времето на предишните споразумения още дори не е бил роден и следователно е много по-млад от годеницата си.
Проницателен човек и опитен администратор, херцогът разбра, че временната позиция на губернатор, която му е възложена, има само почетни функции, така че се съгласява да остави действителните лостове на властта на Белтраме Кристиани, имперски пълномощен представител, а след смъртта на последния на Карл Йозеф фон Фирмиан. Въпреки това в първите години той се опитва да провежда външна политика, независима от тази на Виена, но отмяната на съюзите през 1756 г. отнема всякакво пространство за маневриране. След това се опитва да се възползва максимално от икономическите предимства, предлагани му от позицията, като в същото време влезе в отлични отношения с ломбардската аристокрация благодарение и на брака си през 1761 г. с Мария Тереза  Кастелбарко Висконти, вдовица на граф Антонио Симонета. През 1766 г. се жени за трети път – за Рената Тереза д'Арах, вдовица на Мелци. 

### Господар на Варезе
На 23 юни 1765 г. императрица Мария Терезия решава да преобразува град Варезе в непрехвърляем феод и го предоставя на Франческо III, който официално влиза на 2 юли 1766 г., посрещнат от голяма група. Херцогът се установява във Вила Оригони в центъра, която постепенно подрежда и разширява, превръщайки я в днешния Палацо Естенсе. Той също така строи огромна градина, моделирана след императорския дворец Шьонбрун във Виена. От гледна точка на управлението въвежда нови и по-строги хигиенни правила за клането на животни, реорганизира градската училищна система, установява безплатни медицински посещения за най-бедните и насърчава развитието на културата с актове на патронаж (театрални представления, публични танци и игрални зали).

### Културна политика
Той е просветен владетел, макар и разпуснат в своите нрави. Регулира градоустройството на Модена и въвежда номерирането на къщите. Основава болницата „Алберго дей Повери“ – днес Дворецът на музеите, и Ботаническата градина. Построява улица „Вандели“, която свързва Модена с Тоскана и Тиренско море. Като първи суверен в Италия нарежда изготвянето на законодаелния кодекс – известният „Кодекс на Есте“ от 1771 г., прародител на всички кодификации от XIX век.
Въпреки всички трудности, причинени от напрежението в Европа между великите сили, Франческо III се оказва много по-добър херцог, отколкото може да се очаква от поведението му като престолонаследник. Той се придържа към идеалите на Просвещението и това оказва положително влияние върху икономическата ситуация, защото изземването на църковните активи, градското обновяване на столицата Модена, въвеждането на първите машини създават развитие и заетост.

### Смърт
Херцогът умира в Палацо Естенсе във Варезе на 22 февруари 1780 г., примирявайки се с изчезването на Дом Есте, предвид липсата на мъжки наследници на сина му Ерколе III, макар че брачният договор на внучка му с ерцхерцога на Австрия предвижда ерцхерцогът и неговите наследници също да приемат фамилията „д'Есте“, давайки така живот на новия дом Австрия-Есте, който все още процъфтява и днес.
Той е погребан в манастира на монасите капуцини от Казбено (днес квартал на Варезе) (по-късно затворен от Цизалпийската република, а структурите му са включени в класическата гимназия „Ернесто Кайроли“). След това тленните му останки са преместени в монументалното гробище „Джубиано“ в града.

## Потомство
Херцог Франческо III от Модена и Шарлота-Аглая  Бурбон-Ореланска имат десет деца:
- Алфонсо д’Есте (* 1723. † 1725)
- Франческо Костантино д’Есте (* 1724, † 1725)
- Мария Тереза Фелицита д’Есте (* 6 октомври 1726, Модена; † 30 април 1754, Рамбуйе) ∞ 25 декември 1744 за Луи-Жан-Мари дьо Бурбон (1725 – 1793), херцог на Пантиевър, от когото има 5 сина и 2 дъщери;
- Ерколе III д’Есте (* 22 ноември 1727, Модена; † 14 октомври 1803, Тревизо), последният херцог на Модена и Реджо от 1780 до 1796 г.„ ∞ 1. 16 април 1741 в Маса за Мария Тереза Чибо-Маласпина (* 29 юни 1725, Новелара; † 25 декември 1790, Реджо), дъщеря на Алдерано I Чибо-Маласпина, херцог на Маса и Карара, наследница на Маса и Карара 1743 г., от която има 1 син и 1 дъщеря ∞ 2. 1790 за Киара Марини, оперна певица, от която има 1 син;
- Матилда д’Есте (* 1729, † 1803)
- Син (* 1730, † 1731)
- Дъщеря (* 1731, † 1736)
- Мария Фортуната д’Есте (* 24 ноември 1734, Модена; † 21 септември 1803, Виена) ∞ 27 февруари 1759 Луи-Франсоа II дьо Бурбон, принц на Конти (1734 – 1814), от когото няма деца;
- Бенедето Филипо д’Есте (* 1736, † 1751), абат, провост на Санта Мария дела Помпоза, архисвещеник на Бондено;
- Мария Елизабета д'Есте (* 1741, † 1774)

Има четири извънбрачни деца, на които е дадено фамилното име „Тездè“ до смъртта му и „д'Есте" от 1780 г.:
- Франческо Иполито Дзавардино (* 1720, † 1782), херцог на Мирандола и Конкордия
- Франческо Мария (* 10 септември 1743, Венеция; † 17 май 1821, Реджо Емилия), граф на Сант' Андреа, абат на Нонантола, епископ на Анастазиополи и епископ на Реджо Емилия[5]
- Федерико Бенедето (* 1745, † 1820), граф на Сан Романо, преговаря за примирие с Наполеон;
- Бернардино († 1750 като бебе).